# NK Dugopolje
Nogometni klub Dugopolje – chorwacki klub piłkarski z siedzibą w Dugopolju. Został założony 30 listopada 1951. W sezonie 2024/2025 występował na drugim szczeblu rozgrywkowym – Prva nogometna liga.
Swoje mecze rozgrywa na stadionie SRC Hrvatskih vitezova, który został ukończony w 2009 roku (pojemność 5200 miejsc).